# Yimkin
Yimkin war ein britisches Formel-Junior-Team der frühen 1960er Jahre.

## Geschichte
Die Yimkin Engineering Company wurde schon in den 1950er Jahren von Don Sim und Mike Handley mit dem Ziel, „wirtschaftliche“ Formel-Junior-Wagen zu bauen, gegründet. Die Firma hatte sich durch das Tunen von BMC-Motoren einen entsprechenden finanziellen Hintergrund geschaffen, um in das Monopostogeschäft einzusteigen. 
Die Fahrzeuge mit der Typenbezeichnung FJ hatten einen Rohrrahmen und einen Frontmotor (Ford und BMC). Der kleine Wagen hatte separat an doppelten Dreieckslenkern aufgehängte Vorderräder, Zahnstangenlenkung und hinten eine Starrachse. Das Ganze wurde mit einer Aluminiumkarosserie verkleidet. Da nur zwei Formel-Junior-Wagen verkauft werden konnten, war das Ende von Yimkin abzusehen. Die Firma schloss Ende 1960 ihre Tore für immer. Don Sim baute später den Diva GT, einen britischen Sportwagen.